# Bangbros (DJ-Duo)

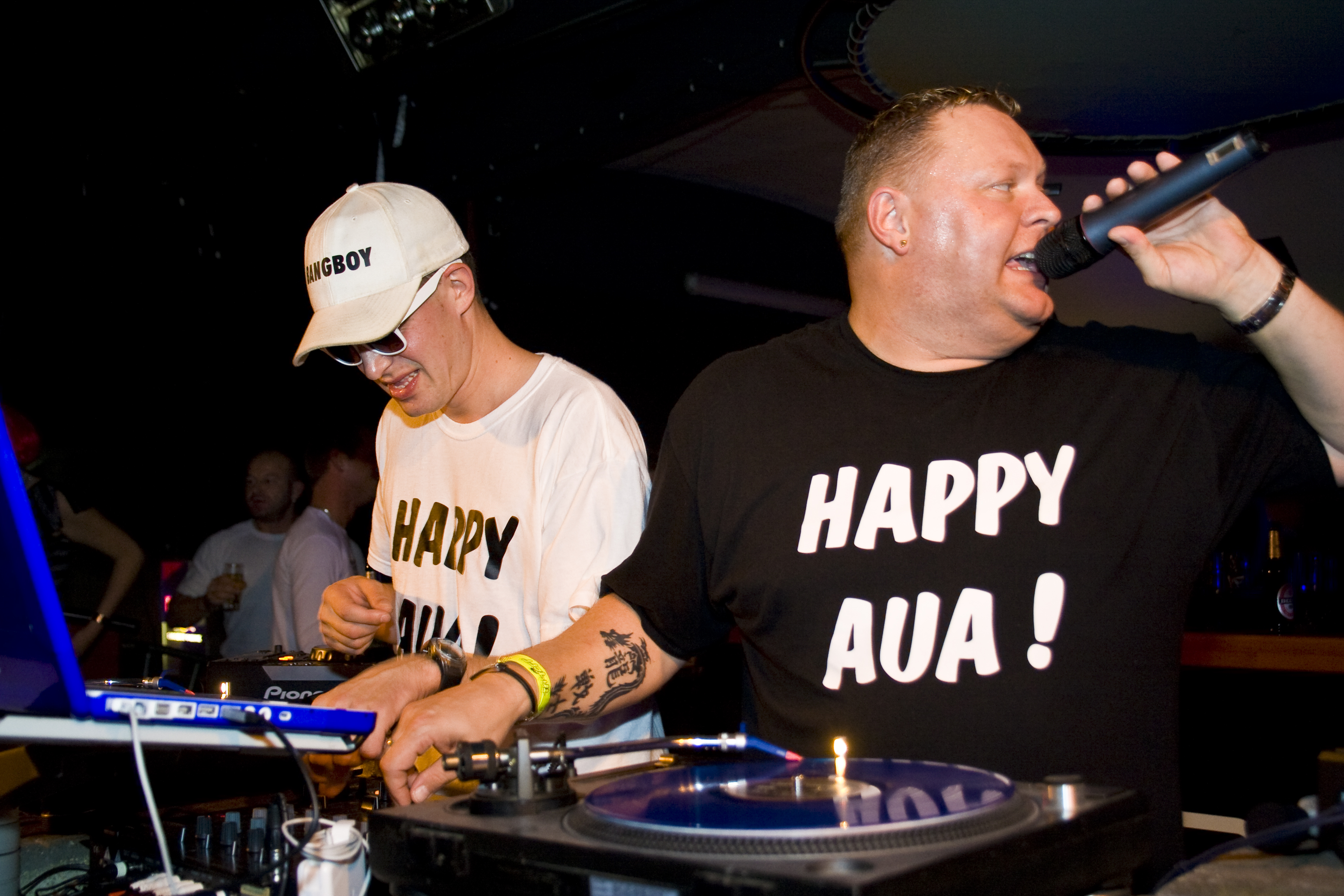
Bangbros auf dem Techno4ever-Birthday-Rave 2008. Franky B. vorn und Bangboy hinten.

Bangbros (zu Deutsch „Knallbrüder“) sind ein deutsches Hands-up-DJ-Duo bestehend aus Frank Brauer (Franky B.) und Olaf Krügel (Bangboy bzw. O-Mind), das im Februar 2005 gegründet wurde. Der Bangboy begleitet die meisten Tracks von Bangbros mit seiner dunklen „Raucherstimme“.

## Bandgeschichte
Brauer sowie Krügel waren schon vor ihrem ersten Treffen als DJs tätig. Krügel produzierte seine erste Single im Jahre 1995 und veröffentlichte sie unter dem Label Evolver, anschließend brachte er Platten unter verschiedenen Labels wie Kontor Records, Tunnel Records, Universal Music heraus. Ein Erfolg gelang ihm 2001 mit dem Titel I Engineer. Im Jahre 2005 veröffentlichte Franky B. seine erste Single-Vinyl, mit dem Namen Say Hello beim Label Aqualoop Schallplatten.
Im Februar des Jahres 2005 trafen sich Brauer und Krügel das erste Mal. Laut eigenen Aussagen soll die Single Stampfen! aus der ersten Konversation der beiden entstanden sein.
Es sind insgesamt sieben Singles und drei Doppel-CD-Alben erschienen, wobei sich die Singles in den Dancecharts, die Single „Arschgesicht“ in den deutschen Media Control Charts platzieren konnten.
Im September 2008 haben sie ein eigenes Label namens Hammer Tracks gegründet.

## Diskografie

### Alben
- Viva La Bang! (6. Oktober 2006)
- Bangerland (23. November 2007)
- Yes We Bang! (15. Mai 2009)

### Singles

#### CDs
- Arschgesicht (16. November 2007)
- Eins, zwei, Polizei (30. Mai 2008)
- Da Geht Er Hoch (Bang Bang) (13. Juni 2008)
- Bang Your Hands Up! CD1 (16. Januar 2009)

#### Vinyls
- Stampfen! (23. März 2005)
- Banging in Dreamworld (27. Juli 2005)
- Banging in Dreamworld The Remixes (18. August 2005)
- Bangjoy the Music (8. März 2006)
- Bangjoy the Music The Remixes (6. April 2006)
- 1, 2, 3…Feierschweinerei (23. August 2006)
- Viva La Bang! E.P. (28. September 2006)
- Yeah, Yeah, Yeah 2007 (29. Dezember 2006)
- Bang Baby Bang (22. Juni 2007)
- Arschgesicht (16. November 2007)
- I Engineer (21. Januar 2008)
- Happy Hour (29. September 2008)
- Happy Hour Remixes (10. Oktober 2008)
- Bang of America (1. Mai 2009)
- Bang of America Remixes (5. Juni 2009)
- Highflyer (9. Oktober 2009)
- Highflyer Remixes (23. Oktober 2009)
- Du Willst Immer Nur F***** (12. März 2010)
- Stampfen (Nachgeladen) (21. Oktober 2011)
- Children (1. Juni 2017)